# 마이클 샤피로 (배우)

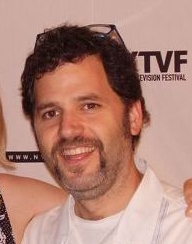

마이클 샤피로(Michael Shapiro, 1966년 ~ )는 미국의 배우, 영화배우, 성우이다.
스프링필드에서 태어났다.

## 영화
- 러버스 레인 (1999년)